# Раху

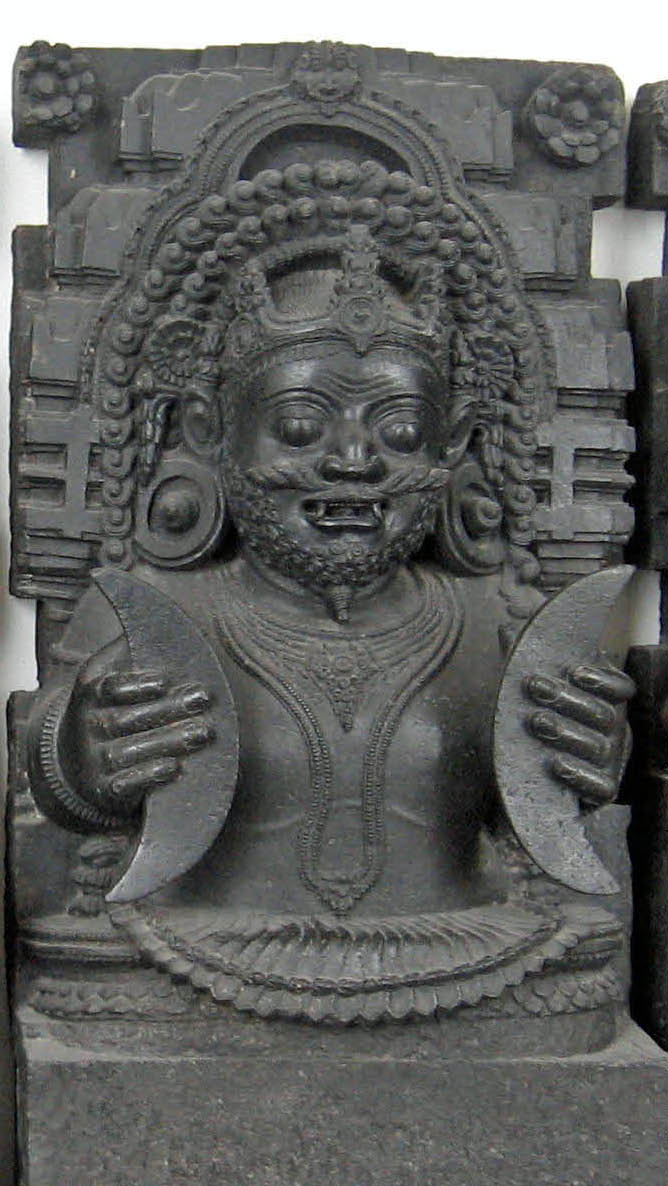
Статуя Раху.
Из коллекции Британского музея.

Ра́ху (санскр. राहु, IAST: rāhu) — демон в индуизме. Периодически он проглатывает Солнце или Луну, вызывая тем самым затмения. В индуистском искусстве изображается как дракон без тела верхом на колеснице, ведомой восемью чёрными конями. В индийской астрологии, Раху — это одна из наваграх (девяти небесных тел).
В Пуранах описывается, что во время Пахтанья Молочного океана между дэвами и асурами завязалась битва за обладание полученной при взбалтывании амритой. Когда асуры одержали верх и завладели амритой, дэвы обратились за помощью к Вишну, который принял форму Мохини — девушки необычайной красоты. Воспользовавшись тем, что асуры были отвлечены её красотой, Мохини похитила у них амриту и раздала её дэвам, которые смогли отведать небесного напитка. Один из асуров по имени Раху принял облик дэвы, намереваясь таким образом испить нектара. Однако, Сурья и Чандра признали самозванца и сообщили о нём Мохини. Раху начал пить амриту, но перед тем, как он смог проглотить её, Мохини отрубила ему голову с помощью божественного диска сударшана-чакры. В результате, уже соприкоснувшаяся с нектаром голова демона стала бессмертной и превратилась в лунный узел Раху, который, желая отомстить Солнцу и Луне, иногда проглатывает их, вызывая таким образом солнечные и лунные затмения. Тело демона в индийской астрономии и астрологии называется Кету. Раху и Кету — это два лунных узла, — точки пересечения орбиты Луны с эклиптикой.
В индийской астрологии Раху повелевает обманом и ассоциируется с мошенниками, ищущими материальных наслаждений, торговцами наркотиками, отравителями, лицемерием и аморальными поступками и т. п. Раху играет ключевую роль в усилении власти, превращении врагов в друзей. Также считается, что по милости Раху можно излечиться от укусов ядовитых змей.
Раху упоминается и в тантрической литературе, в частности, в текстах буддийского учения Калачакра и индуистской «Шива-свародайе».
В медитации посвящения верховное божество Калачакры описывается пребывающим на подушках лотоса, Солнца, Луны и планет Раху и Калагни. То, что Калачакра с Супругой стоят на Солнце, Луне, Раху и Калагни, символизирует понимание ими процессов внешнего мира. В стадии завершения эти «планеты» символизируют конкретные уровни тантрического достижения, а также — различные уровни проявления тонких сознаний, напоминающих стадии, переживаемые во время смерти. Планетой Раху в Калачакре называют верхний центральный канал ваджра-тела, начинающийся над пупком и имеющий зеленоватый цвет, его связывают с элементом пространства, и главная его функция — заставлять опускаться жизненную энергию в теле.
В «Шива-свародайе», посвященной науке дыхания, утверждается и разъясняется его связь с элементами, планетами, важнейшими энергетическими каналами — идой, пингалой, сушумной — и т. д.